# Villemardy
Villemardy ist eine französische Gemeinde mit 269 Einwohnern (Stand: 1. Januar 2022) im Département Loir-et-Cher in der Region Centre-Val de Loire. Sie gehört zum Arrondissement Vendôme und zum Kanton Montoire-sur-le-Loir.

## Geografie
Die Gemeinde Villemardy liegt zwölf Kilometer südöstlich von Vendôme und etwa 18 Kilometer nordwestlich von Blois. Umgeben wird Villemardy von den Nachbargemeinden Selommes im Norden, Champigny-en-Beauce im Osten, Villefrancœur im Osten und Südosten, Tourailles im Süden und Südwesten, Villeromain im Westen sowie Périgny im Nordwesten.

## Einwohnerentwicklung
| Jahr                       | 1962 | 1968 | 1975 | 1982 | 1990 | 1999 | 2006 | 2013 | 2022 |
| -------------------------- | ---- | ---- | ---- | ---- | ---- | ---- | ---- | ---- | ---- |
| Einwohner                  | 297  | 256  | 242  | 233  | 241  | 217  | 262  | 274  | 269  |
| Quellen: Cassini und INSEE |      |      |      |      |      |      |      |      |      |

## Sehenswürdigkeiten
- Kirche Saint-Martin
- Wasserturm